# Christian Karl Josias von Bunsen
Pour les articles homonymes, voir Bunsen.
Christian Karl Josias Freiherr von Bunsen (né le 25 août 1791 à Korbach - mort le 28 novembre 1860 à Bonn) est un écrivain, savant et diplomate prussien du XIXe siècle.

## Biographie
Bunsen est ministre de Prusse à Rome et à Berne (et à Londres entre 1841 et 1854). Il a publié un grand nombre d'ouvrages d'érudition et de polémique religieuse. Il a commencé une traduction de la Bible avec commentaires.

## Publications
- Beschreibung der Stadt Rom, 3 Bände 1840-1843.
- Die Basiliken des christlichen Roms, 1843. Basiliques de Rome
- Ägyptens Stelle in der Weltgeschichte, 5 Bände, 1844-1857.
- Ignatius von Antiochien und seine Zeit, 1847. Ignace d'Antioche et son époque
- Hippolytus und seine Zeit, 2 Bände, 1852/1853. Hippolyte et son époque
- Die Zeichen der Zeit, 2 Bände, 1855.
- Gott in der Geschichte oder Der Fortschritt des Glaubens an eine sittliche Weltordnung, 3 Bände, 1857-1858. Lettres sur la liberté de conscience
- Allgemeines evangelisches Gesang- und Gebetbuch zum Kirchen- und Hausgebrauch, 1833.
- Vollständiges Bibelwerk für die Gemeinde, 9 Bände, 1858-1870.